# Przegląd Lekarski
Przegląd Lekarski – Jagiellonian Medical Review (JMR), dawniej: Przegląd Lekarski –  jedno z najstarszych polskojęzycznych fachowych czasopism medycznych, wydawane w Krakowie od 1862 r., obecnie przez Uniwersytet Jagielloński – Collegium Medicum we współpracy z Wydawnictwem Medycyna Praktyczna. Jest międzynarodowym, recenzowanym czasopismem open-access wydawanym kwartalnie w języku angielskim jako oficjalne czasopismo Collegium Medicum Uniwersytetu Jagiellońskiego w Krakowie. Czasopismo poświęcone jest publikowaniu artykułów dotyczących wszystkich aspektów medycyny, zarówno dziedzin klinicznych (np. chorób wewnętrznych, chirurgii, psychiatrii, zdrowia publicznego), jak i nauk podstawowych, o ile mają one praktyczne implikacje.

## Lata 1862–1871
W styczniu 1862 profesorowie UJ należący do Oddziału Nauk Przyrodniczych Towarzystwa Naukowego Krakowskiego podjęli uchwałę o wydawaniu periodycznego pisma lekarskiego. Po uzyskaniu zgody namiestnictwa ukazał się pierwszy numer „Przeglądu Lekarskiego” 5 kwietnia 1862 r. Był on kontynuacją i rozwinięciem „Rocznika Wydziału Lekarskiego Uniwersytetu Jagiellońskiego”. W pierwszym numerze „Przeglądu” zamieszczono m.in. Aforyzmy kliniczne prof. Dra Dietla, Kilka dostrzeżeń z mojego dziennika lekarskiego Dr Oettingera napisana przez Dra L.Hoyera. Wiadomość p. Prof. Dra Majera, „Protokół posiedzenia Oddziału nauk przyr. i lek. z d. 12 marca 1862 r.” oraz deklarację autorstwa prof. Dietla w której m.in. czytamy: „Wolni zatem obawy przyniesienia zamiarem naszym uszczerbku czyimbądź godziwym usiłowaniom, w chęci przysporzenia krajowi pożytku, jaki tylko spływać nań może z Towarzystwa naszego, przystępujemy do wydawania zapowiedzianego niniejszym Przeglądu Lekarskiego”. W ówczesnych założeniach czasopismo miało na celu przekazywanie informacji medycznych. Były tutaj publikowane opisy przebiegu chorób, opisy przypadków klinicznych i anatomopatologicznych, opisy metod leczenia, drukowano także reklamy leków. Dość liczne były sprawozdania z działalności towarzystw naukowych i korporacyjnych.
W pierwszym komitecie redakcyjnym zasiadali m.in. Józef Dietl (1862–1867), Józef Majer (1862–1872), Antoni Bryk (1862–1864) Fryderyk Skobel (1862–1972) i Michał Zieleniewski(1862–1870). Od numeru 28 do składu redakcji doszedł Józef Oettinger (1862–1872). W tym okresie w redakcji pracowali również: Maurycy Madurowicz(1867–1870), Lucjan Rydel (1867-71), Stanisław Janikowski (1867-71 i dalej do 1876), Bolesław Lutostański (1870–1872). Do 1871 roku czasopismo redaguje Komitet.

## Lata 1871–1908
Gdy w 1871 roku Towarzystwo Naukowe Krakowskie przeobrażało się w Akademię Umiejętności Oddział nauk Przyrodniczych i lekarskich oddał „Przegląd” na własność Stanisławowi Janikowskiemu i Bolesławowi Lutostańskiemu, którzy dobrawszy do swego grona Grabowskiego wydawali pismo przez cały 1872 rok.
Po roku „doznawszy strat materialnych” odstąpili pismo Towarzystwu Lekarskiemu Krakowskiemu, którego stał się on organem prasowym. Redaktorem naczelnym do 1876 roku pozostał Stanisław Janikowski. Po nim redaktorem zostaje Leon Blumenstock-Halban, a potem Stanisław Ciechanowski.

## Lata 1909–1921
W 1908 „Przegląd Lekarski” połączono z wydawanym w Łodzi „Czasopismem Lekarskim” i od 1909 do 1921 był wydawany jako „Przegląd Lekarski oraz Czasopismo Lekarskie”.

## Lata 1921–1939
W 1921 r. „Przegląd Lekarski” ze względów oszczędnościowych przestał się ukazywać jako samodzielne czasopismo. Ówczesne czasopisma lekarskie („Przegląd Lekarski”, publikujący artykuły pochodzące od członków Towarzystwa Lekarskiego Krakowskiego oraz od członków Towarzystwa Lekarzów Galicyjskich, poza tym „Czasopismo Lekarskie”, „Lwowski Tygodnik Lekarski” i kilka innych) połączyły się i przekształciły w Gazetę Lekarską i pod tym tytułem ukazywały się one do 1939 roku.

## Okres powojenny
Po II wojnie światowej, już w pierwszym półroczu 1945 roku „Przegląd Lekarski” wznowił swą działalność, a jego redaktorem został prof. Bronisław Giędosz. 

## Lata 1995–2019
20 grudnia 1995 roku Zarząd Oddziału Krakowskiego Polskiego Towarzystwa Lekarskiego pod przewodnictwem prof. Marka Sycha podjął decyzję o powołaniu autonomicznego Wydawnictwa Przegląd Lekarski. W tym samym roku redaktorem naczelnym został profesor Władysław Sułowicz. Funkcję tę pełnił do 2019 roku. Czasopismo znalazło się na liście czasopism punktowanych przez polskie Ministerstwo Nauki w części B z sześcioma punktami, a także w Polskiej Bibliografii Lekarskiej i Index Medicus / Medline.

## Od roku 2025
13 lutego 2025 r. odbyło się uroczyste podpisanie umowy wydawniczej pomiędzy Uniwersytetem Jagiellońskim – Collegium Medicum a Wydawnictwem Medycyna Praktyczna. Celem współpracy jest wznowienie publikowania „Przeglądu Lekarskiego”. To najstarsze naukowe pismo medyczne w Polsce, wydawane od 1862 roku, będzie teraz nosić tytuł „Przegląd Lekarski – Jagiellonian Medical Review”. Ze strony uczelni dokument podpisał prorektor UJ ds. CM prof. Maciej Małecki, wydawnictwo reprezentował jego prezes Wiesław Latuszek-Łukasiewicz. Redaktorem naczelnym nowego Przeglądu Lekarskiego – Jagiellonian Medical Review będzie dr Aleksander Siniarski z Kliniki Choroby Wieńcowej i Niewydolności Serca UJ CM. W zespole redakcyjnym znaleźli się również: dr hab. Mikołaj Przydacz z Katedry i Kliniki Urologii UJ CM (zastępca redaktora naczelnego), dr hab. Michał Ząbczyk, prof. UJ z Zakładu Chorób Zatorowo-Zakrzepowych UJ CM (redaktor sekcji nauk podstawowych) oraz Joanna Łępicka (redaktorka z Medycyny Praktycznej).

## Redaktorzy naczelni
- Stanisław Janikowski (1871–1876)
- Leon Blumenstock-Halban (1877–1892)
- Stanisław Domański (1893–1896)
- August Kwaśnicki (1896–1905)
- Stanisław Ciechanowski (1906–1921)
- Bronisław Giędosz (1945–1971)
- Leon Cholewa (1971–1985)
- Jan Sznajd (1985–1990)
- Zygmunt Hanicki (1990–1995)
- Władysław Sułowicz (1995–2019)
- Aleksander Siniarski (2025–obecnie)